# Bruno Weil
Bruno Weil (né le 24 novembre 1949 à Hahnstätten) est un chef d'orchestre allemand. C'est le principal chef du Tafelmusik de Toronto.

## Biographie
Bruno Weil, l'un des derniers élèves de Hans Swarowsky, se fait connaître mondialement en une nuit après avoir remplacé au pied levé Herbert Karajan lors du Festival de Salzbourg. Il dirige d'abord à Wiesbaden et à Brunswick, puis à Augsbourg et à Duisbourg en tant que directeur musical. Depuis 2003, il dirige la Cappella Coloniensis, pour laquelle il réalise de multiples premières pour Bertelsmann Music Group. En 2001, il est nommé professeur à la Hochschule für Musik und Theater de Munich.
Bruno Weil a dirigé de nombreux orchestres connus mondialement comme l'Orchestre philharmonique de Berlin, l'Orchestre philharmonique de Vienne, l'orchestre du Deutsche Oper Berlin, le Tafelmusik Baroque Orchestra au Canada (Premier chef invité), la Staatskapelle de Dresde, l'Orchestre du Festival de Budapest, l'Orchestre symphonique de Vienne, l'Orchestre symphonique de Sydney, l'Orchestre symphonique de Boston, l'Orchestre philharmonique de Los Angeles, l'Orchestre symphonique de Montréal, le Orchestre symphonique de Toronto, l'Orchestre national de France, l'Orchestre des Champs-Élysées, l'Orchestre philharmonique de Rotterdam, l'Opéra d'État de Hambourg, l'Orchestre symphonique de Bamberg, l'Orchestre national du Capitole de Toulouse, l'Orchestre philharmonique de Monte-Carlo, l'Orchestre symphonique de la NHK de Tokyo, l'Orchestre symphonique de Sydney et l'Orchestre de chambre de Saint-Paul.
Il a dirigé de nombreuses représentations au Wiener Staatsoper, au Deutsche Oper Berlin, au Semperoper de Dresde, à l'Opéra de Cologne, au Teatro Comunale di Bologna, à l'Opéra d'État de Hambourg. Il a aussi orchestré au Festival de Salzbourg où il débute en remplaçant Herbert Karajan pour Don Giovanni. En 1992, il débute au Festival de Glyndebourne avec Così fan tutte. Au Wiener Staatsoper, il dirige plusieurs centaines de représentations, surtout des opéras de Mozart. En parallèle, il dirige de nombreuses nouvelles mises en scène à l'Opéra populaire de Vienne. On peut citer la première du Le Mariage de Figaro dans la mise en scène de Marco Arturo Marelli en 1992, louée à de nombreuses reprises par la critique, diffusée en direct à la télévision et rediffusée encore régulièrement jusqu'à aujourd'hui.
Nombre de ses enregistrements sur CD (avec le Tafelmusik Orchestra, l'Orchestra of the Age of Enlightenment et le Vienna Symphony Orchestra sous les labels Sony Classical et BMG) reçurent également de très bonnes critiques. Parmi elles, Cannes Classical Award en 1996 (pour les symphonies parisiennes de Joseph Haydn) ; Deutscher Schallplattenpreis Klassik (prix Echo-Klassik) en 1996 (orchestre de l'année pour la messe en si bémol majeur « Heiligmesse » de Haydn), 1997 (chef d'orchestre de l'année) et 2000 (meilleur opéra pour la serenata de Pietro Metastasio, Endimione, mise en musique par Johann Christian Bach).
L'essentiel de son répertoire provient du classicisme viennois. De plus, il promeut la musique dans l'esprit du mouvement baroqueux, comme lors de son festival Klang & Raum qui se tient tous les ans à l'abbaye d'Irsee de 1993 à 2011. Il dirige aussi le Festival Bach de Carmel-by-the-Sea. Il représente un chef invité apprécié lors de festivals internationaux.
Depuis 2008, Bruno Weil parraine la fondation Tom-Wahlig, qui s'engage pour la recherche concernant le traitement de la paraplégie spastique familiale.

## Sources
- (de) Cet article est partiellement ou en totalité issu de l’article de Wikipédia en allemand intitulé « Bruno Weil » (voir la liste des auteurs).